# Hydronebrius amplicollis
Hydronebrius amplicollis är en skalbaggsart som beskrevs av Toledo 1994. Hydronebrius amplicollis ingår i släktet Hydronebrius och familjen dykare. Inga underarter finns listade i Catalogue of Life.